# Topolino e il doppio segreto di Macchia Nera
Topolino e il doppio segreto di Macchia Nera è una storia a fumetti disney pubblicata sui numeri di Topolino 116, 117, 118 e 119 a partire dal 10 giugno 1955, per i testi di Guido Martina e i disegni da Romano Scarpa. Nella storia ricompare Macchia Nera a distanza di sedici anni dalla sua prima e, fino ad allora, unica apparizione in Topolino e il mistero di Macchia Nera, scritta da Merrill de Maris e disegnata da Floyd Gottfredson nel 1939. Un altro personaggio ripescato in questa avventura è Eta Beta, che non appariva nelle storie disneyane dal 1950.   
Considerata una delle migliori storie Disney  italiane degli Anni Cinquanta, è al 46º posto nella lista delle 100 storie Disney migliori di sempre dal sito INDUCKS.

## Trama
Una sera d'inverno, il criminale Macchia Nera manipola l'antenna sulla casa di Topolino per monopolizzare lo schermo della televisione e così ipnotizzare il topo, spingendolo a svaligiare un negozio del Cappellaio Matto mentre si trova in trance. La mattina seguente, Topolino ha dimenticato quanto accaduto e viene contattato dal Commissario Basettoni per indagare sul furto. I due capiscono presto di avere a che fare con Macchia Nera, il quale vuole vendicarsi di loro per averlo fatto arrestare anni addietro. Il criminale pretende un ingente riscatto in denaro, minacciando altrimenti di usare un dispositivo che ha rubato al Cappellaio contro la città.
Seguendo le istruzioni di Macchia Nera, Topolino, Basettoni, Pippo e Manetta si dirigono al Castello del Colle Nero (un maniero abbandonato in periferia) senza scorta e con i soldi del riscatto, dove dovranno passare la notte. Topolino viene nuovamente posto sotto il controllo di Macchia Nera e spinto a cercare di uccidere Basettoni, che lo condanna accusandolo anche del furto, ma Pippo aiuta l'amico a scappare.
Pippo viene arrestato per complicità e Topolino si costituisce sperando di dimostrare la sua innocenza, ma cade nuovamente in trance e afferma di voler uccidere Basettoni. Mentre si trova in cella, viene raggiunto da Eta Beta e Flip II che lo fanno evadere, poi i tre vanno al Castello del Colle Nero in tempo per salvare Pippo da una trappola di Macchia Nera. Il gruppo combatte il criminale e apprende così i due segreti che gli permettevano di agire indisturbato: un mantello in grado di renderlo invisibile e una macchina con cui controllare le persone. Macchia Nera afferma che il ricatto ai danni della città era solo un diversivo, dato che il suo obiettivo ultimo è sempre stato quello di uccidere Topolino e Basettoni. 
L'arresto del criminale permette di dimostrare l'innocenza di Topolino, che si ricongiunge a Basettoni.